# Orhan Şam
Orhan Şam (* 1. Juni 1986 in Ereğli) ist ein türkischer Fußballspieler.

## Karriere

### Verein
Şam begann seine Karriere im Jahr 2002 bei Gençlerbirliği Ankara. In der Winterpause der Saison 2004/05 wurde er an Hacettepe SK ausgeliehen. Hacettepe ist die zweite Mannschaft von Gençlerbirliği. Danach lieh ihn für eine Saison der Zweitligist Mardinspor aus. Seit der Saison 2006/07 ist Orhan erneut als Leihspieler bei Hacettepe SK. In der Saison 2007/08 schaffte er es als einziger Spieler der Süper Lig, alle 34 Spiele der Saison zu bestreiten.
In der darauffolgenden Spielzeit wurde er Mannschaftskapitän von Hacettepe SK. Zur Saison 2011/12 wechselte Şam zu Fenerbahçe Istanbul.
Zum Sommer wechselte er zum Stadt- und Ligarivalen Kasımpaşa Istanbul.
Zur Spielzeit 2016/17 einigte Şam sich mit seinem alten Verein Gençlerbirliği Ankara und unterschrieb hier ein Vertrag über zweieinhalb Jahre.

### Nationalmannschaft
Şam startete seine Nationalmannschaftskarriere 2002 mit einem Einsatz für die türkische U-17-Nationalmannschaft und durchlief bis zur türkische U-21-Auswahl nahezu alle Juniorenteams der Türkei.